# Лишка, Зденек
Зденек Лишка (чеш. Zdeněk Liška; 16 марта 1922, Либушин — 13 июля 1983, Прага) — чехословацкий композитор, писавший музыку к фильмам.

## Биография и творчество
Происходил из семьи музыкантов и уже в детстве проявлял немалые музыкальные способности. В 1944 году он окончил Пражскую консерваторию по специальности «композитор и дирижёр» и некоторое время работал дирижёром Любительской филармонии в Сланах (1944—1945). После войны он начал работать композитором на студии короткометражных фильмов в Злине.
Известность композитору принесла музыка к фильму «Тайна острова Бэк-Кап» Карела Земана, снятому в 1958 году. Здесь автор использовал приемы, которые можно назвать первой изощренной «индустриальной» музыкой задолго до появления этой категории. Ряд важных чешских и словацких фильмов с его характерным музыкальным стилем в значительной степени способствовали их художественному размеру.
Музыка Лишки известна своими постоянными элементами, в том числе имитациями флейты и музыки игровых автоматов, часто инструментами хора, духовыми инструментами, усиленными гитарами или обширным набором перкуссионных инструментов и перкуссии или исполнением нескольких инструментов. Экспериментальный звуковой характер партитур Зденека Лишки близок постмодернистскому музыкальному авангарду того времени, например, музыке Альфреда Шнитке или психоделическим экспериментам The Beatles.

## Фильмография

### Кино

#### Художественные фильмы
- 1950 — Пар над кастрюлей
- 1957 — На конечной остановке
- 1958 — Тайна острова Бэк-Кап
- 1958 — Многоликий человек
- 1959 — Пробуждение, Где чёрту не под силу
- 1960 — Высший принцип
- 1961 — Барон Мюнхгаузен, Дьявольская западня, Лабиринт сердца, Песня о сизом голубе, Упавшие с луны, Человек первого века
- 1962 — Полуночная месса
- 1963 — Путешествие по дремучему лесу, Три золотых волоска деда Всеведа, Икар-1, Смерть зовётся Энгельхен
- 1964 — Ковёр и мошенник, Обвиняемый, Как сделать портрет птицы
- 1965 — Магазин на площади, Коллекционные предметы, Колокола для босых, Катя и крокодил
- 1966 — Сокровище византийского купца, Люди из фургонов, Ангел блаженной смерти
- 1967 — Долина пчёл, Контракт с дьяволом, Побег, Маркета Лазарова
- 1968 — Сжигатель трупов, Марафон
- 1969 — Адельгейд, Птицы, сироты и безумцы, Желание по имени Анада, Мы едим плоды райских деревьев
- 1970 — Похождения красавца-драгуна, Медная башня
- 1971 — Смерть Чёрного Короля, Пеничка и Парапличко, Орлие Пьерко, Секрет великого рассказчика
- 1972 — Сочельник мистера Эвада, Поезд на станцию Небес, Ловкость рук, Ваше Величество!, Дни предательства
- 1973 — Легенда о серебряных едоках, Грех Екатерины Падычевой
- 1974 — Кто уходит в дождь, Последний мяч в Рожновском бассейне, Вычисленное счастье, Соколово
- 1975 — Так начинается любовь, Невеста с самыми красивыми глазами
- 1976 — Дым картофельной ботвы, Смерть мухи, Одиссей и звезды, Русалочка, Освобождение Праги
- 1977 — Зов семьи, На Великой реке, Слобода Вороны, История любви и чести, Час истины
- 1978 — Сильнее страха, Тени знойного лета
- 1978 — В ожидании дождя
- 1978 — Встреча в июле
- 1979 — И я убегу на край света, Божественная Эмма
- 1979 — Индивидуальная смерть
- 1980 — Знак доблести
- 1981 — Куда пропал курьер

#### Короткометражные и анимационные фильмы
- 1947 — Пан Прокоук в искушении, Пан Прокоук — бюрократ
- 1948 — Пан Прокоук снимает кино, Колыбельная
- 1949 — Пан Прокоук — изобретатель, Вдохновение
- 1950 — Король Лавра
- 1952 — Клад Птичьего острова
- 1955 — Златовласка
- 1956 — Мячик Фличек
- 1958 — Узел на платке
- 1964 — Шерстяная сказка
- 1965 — Синий фартук
- 1966 — Снеговик, Девочка или мальчик?, Гробовая мастерская, Et cetera
- 1967 — Естественная история
- 1968 — Квартира
- 1969 — Дон Жуан
- 1970 — Костница
- 1971 — Бармаглот, или Одежда Соломенного Губерта
- 1972 — Дневник Леонардо
- 1974 — Истории кота Голубоглазки
- 1977 — Замок Отранто, Приключения Ферды-муравья
- 1978 — Приключения жука Пытлика

#### Документальные фильмы
- 1953 — Из Аргентины в Мексику
- 1953 — Африка
- 1957 — Новые миры
- 1960 — Латерна магика II

### Телевидение
- 1965 — Из жизни насекомых (телевизионная запись театрального спектакля Национального театра в Праге)
- 1968 — Правосудие для Селвина (телефильм)
- 1968 — Грешные люди города Праги (сериал)
- 1970 — Просто разведи огонь (телефильм)
- 1974 — Тридцать случаев майора Земана (сериал, 1974—1979)

## Награды
- 1981 – Кинофестиваль чехословацких фильмов в Кладно Award for music композитору Зденеку Лишка за музыку к фильму Знак доблести
- Премия Министерства культуры за вклад в области кинематографии и аудиовидения в 27 октября 2011 году

## Статьи по теме
- Карел Земан
- Гермина Тырлова
- Ян Шванкмайер